# رايموندو رودريغيز
رايموندو رودريغيز غونزاليز (بالإسبانية: Raymundo Rodríguez González)‏ الملقب بحيوان الراكون (15 أبريل 1905) لاعب كرة قدم مكسيكي راحل شارك مع منتخب بلاده في بطولة كأس العالم لكرة القدم 1930 التي أقيمت في الأوروغواي ولعب مباراة واحدة في مواجهة منتخب الأرجنتين وكان وقتها يلعب في نادي ديبورتيفو مارتي .

## روابط خارجية
- رايموندو رودريغيز على موقع الاتحاد الدولي (مؤرشف)  (الإنجليزية)
- رايموندو رودريغيز على موقع قاعدة بيانات كرة القدم.إي يو (الإنجليزية)
- رايموندو رودريغيز على موقع ناشيونال فوتبول تيمز (الإنجليزية)
- رايموندو رودريغيز على موقع عالم كرة القدم.نت (الإنجليزية)
- هذا تقرير المباراة